# Кенал-Флетс
Кенал-Флетс (англ. Canal Flats) — селище у провінції Британська Колумбія, Канада. Розташоване в окрузі Іст-Кутеней.

## Зовнішні посилання
- Офіційний сайт [Архівовано 25 квітня 2019 у Wayback Machine.]